# Disque circumstellaire

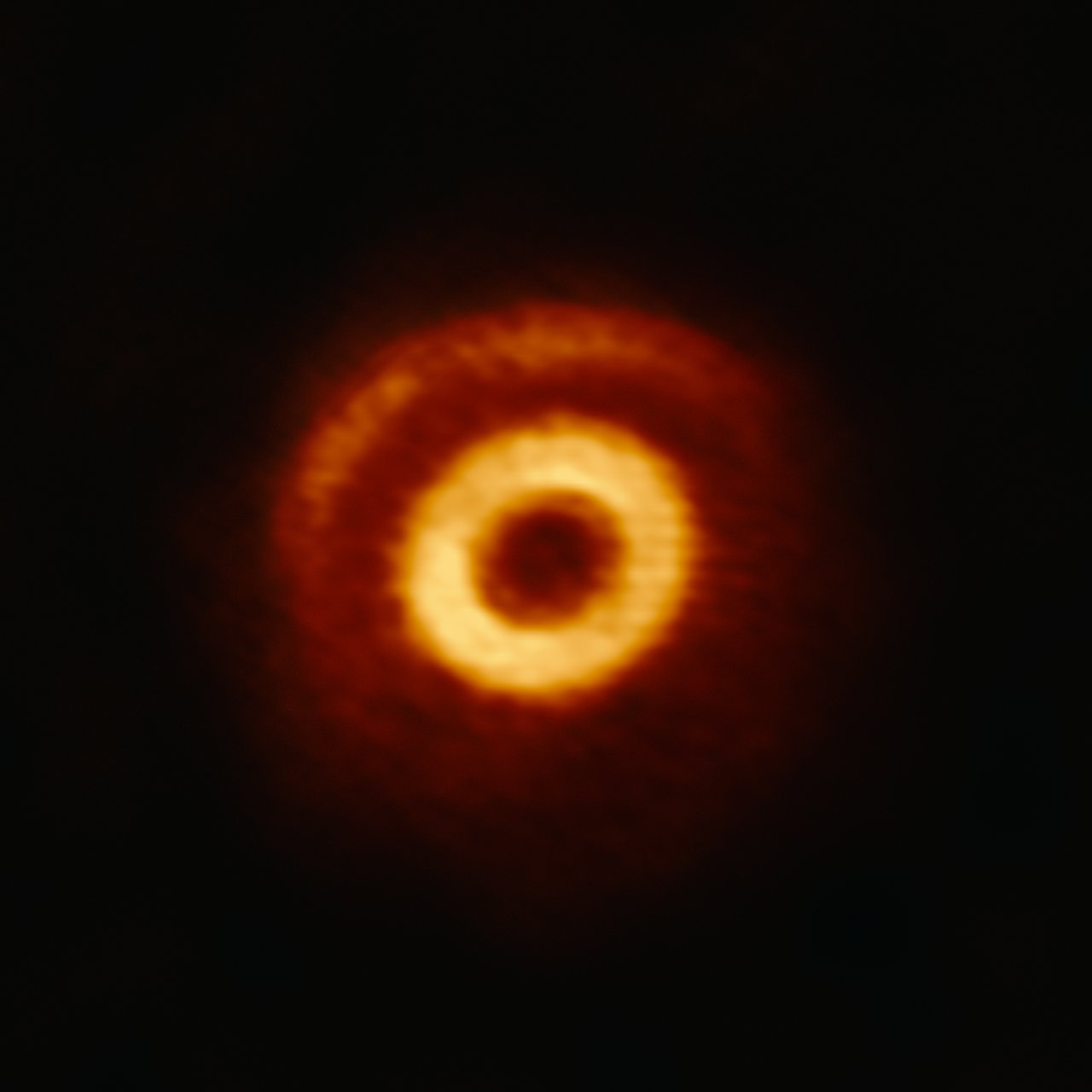
Photographie de V1247 Orionis, une jeune étoile chaude entouré d'un disque circumstellaire.

Un disque circumstellaire est un disque de matière tournant autour d'une étoile. Il peut être constitué :
- de gaz et de poussières (disque protoplanétaire) ;
- de poussière et d'astéroïdes de toutes tailles, avec peu ou pas de gaz (disque de débris) ;
- de gaz, de poussières et de petits corps en formation (disque de transition).